# NGC 2659
NGC 2659 est un jeune amas ouvert,, situé dans la constellation des Voiles. Il a été découvert par l'astronome britannique John Herschel en 1835.
NGC 2659 est à environ 1 713 pc (∼5 590 al) du système solaire et les dernières estimations donnent un âge de 7,7 millions d'années. La taille apparente de l'amas est de 15 minutes d'arc, ce qui, compte tenu de la distance, donne une taille réelle maximale d'environ 24 années-lumière. 
Selon la classification des amas ouverts de Robert Trumpler, cet amas renferme entre 50 et 100 étoiles (lettre m) dont la concentration est moyennemen faible (III) et dont les magnitudes se répartissent sur un grand intervalle  (le chiffre 3).